# Комплекс воденице и гајтанаре
Комплекс воденице и гајтанаре је саграђен 1884. године. С обзиром да представља значајну историјску грађевину, проглашен је непокретним културним добром Републике Србије. Налази се у Стројковцу, под заштитом је Завода за заштиту споменика културе Ниш.

## Историја
Комплекс старе воденице и гајтанаре у Стројковцу се налази у близини пута од Лесковца према Вучју. Зграда воденице је настала у турском периоду и поседује све основне одлике народног градитељства, а зграда гајтанаре је саграђена крајем 19. века. Поседује поред градитељских одлика и основе карактеристично везане за период почетка развоја текстилне индустрије у Лесковцу. По ослобођењу овог дела од Турака, затечена зграда воденице се почела користити као радионица за израду гајтана и бурме са прерадом готових производа од вуне, памука и свиле. Гајтан је у прво време био довожен из Бугарске тако да су отуда биле увезене и прве машине за прераду за шта је 1884. била изграђена и гајтанара и од тада се лесковачка текстилна индустрија и почела развијати. Године 1896. је Лесковац добио прву текстилну фабрику и од тада се ова врста индустрије на читавом том подручју почела интензивније развијати ослањајући се на њене зачетке са развојем у оквиру овог комплекса. Зграда воденице представља у целини јединствен објекат рашчлањен на два волумена са простором воденице испод које протиче поток и простором са прилазним тремом и собама на спрату што је користио први власник који је имао воденицу уз кућу. Зидови зграде воденице су од бондрука са испуном од чатме и са елементарним одликама народног градитељства у целини који се исказују обликом зидних маса, крова са покривачем од ћерамиде, обликовањем трема на традиционалан начин са луковима старог дела зграде. Зграда гајтанаре, за разлику од зграде воденице, је једноставнијег склопа са правоугаоним габаритом и четвороводним кровом покривеним ћерамидом. У централни регистар је уписан 23. априла 1991. под бројем СК 948, а у регистар Завода за заштиту споменика културе Ниш 5. марта 1991. под бројем СК 298.